# Hammerdals kyrka
Hammerdals kyrka är församlingskyrka för Hammerdals församling i Härnösands stift och ligger på ett näs vid Hammerdalssjön.

## Kyrkobyggnaden
Första kända kyrkan i Hammerdal eldhärjades 1588. En ny kyrka i sten uppfördes 1590 sannolikt på samma plats som den gamla kyrkan. 1730 utvidgades kyrkan till 30 alnars längd och 10 alnars bredd och försågs med trävalv. 1753 byggdes ett nytt vapenhus. Åren 1778 - 1782 genomgick kyrkan en genomgripande ombyggnad och utbyggnad. 1816 - 1817 tillkom ett kyrktorn.

## Inventarier
- Altaruppsats och altarring av Johan Edler d.y., 1858-59
- Predikstol förfärdigad av bildhuggaren Johan Edler d.ä., 1788
- Målning "Kristus på Korset" utförd av Axel Gustaf Hertzberg, omkring 1860
- Dopängel förfärdigad av bildhuggaren Göran Sundin, 1842
- Livets träd, gobeläng av Berta Hansson, 1960-66

## Bildgalleri

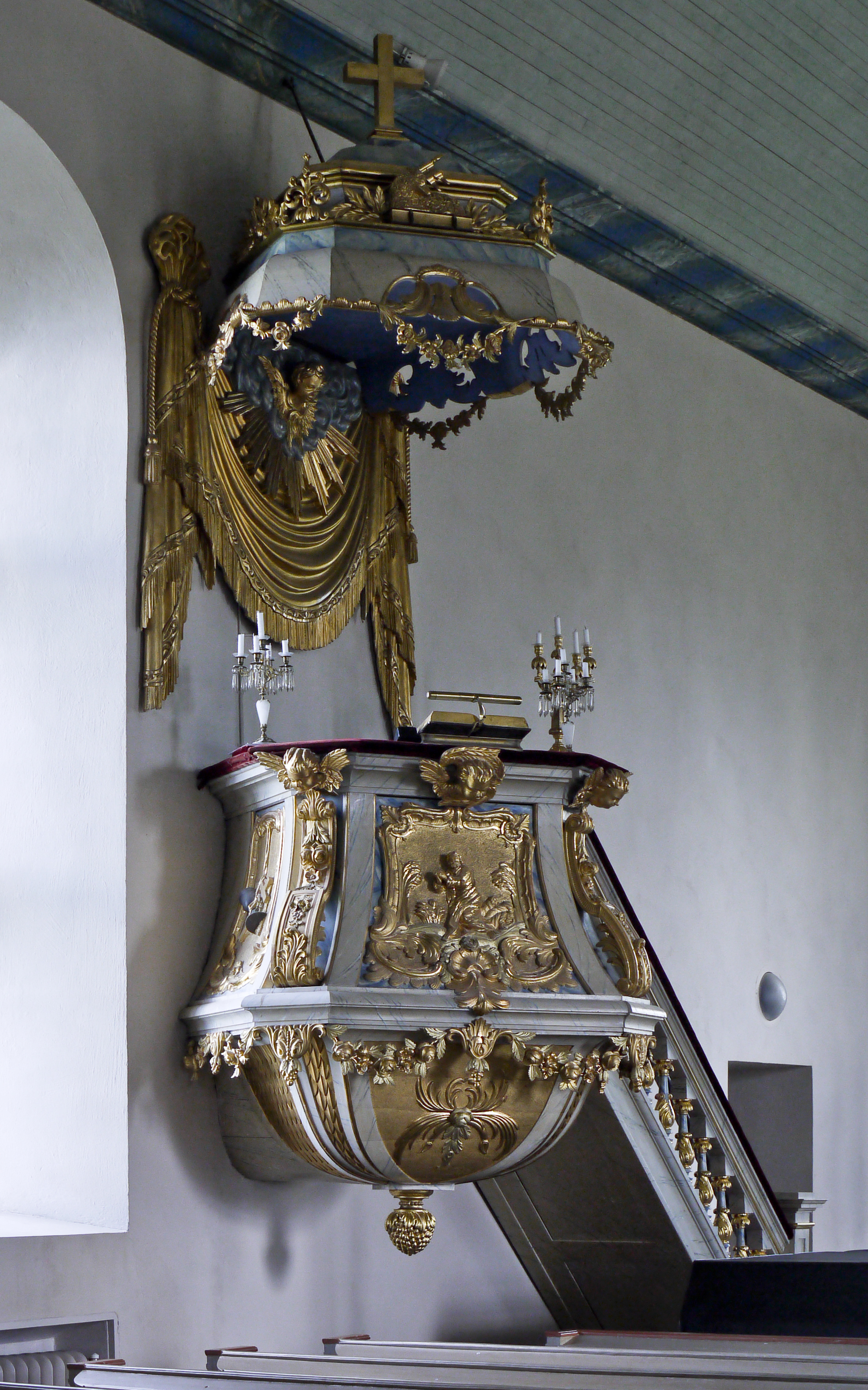
Predikstol, Johan Edler d.y. 1859.
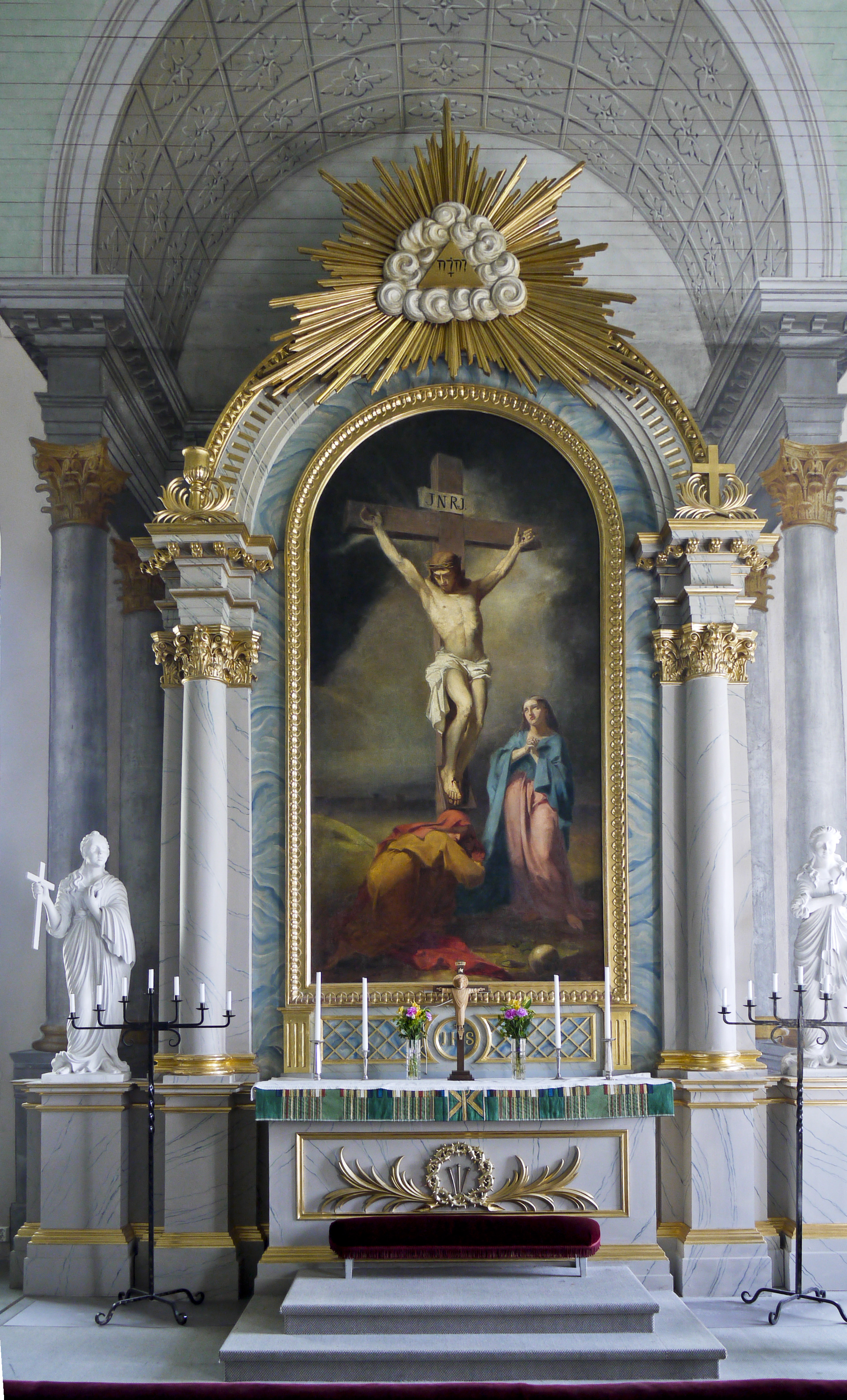
Kristus på korset, Hertzberg 1859.
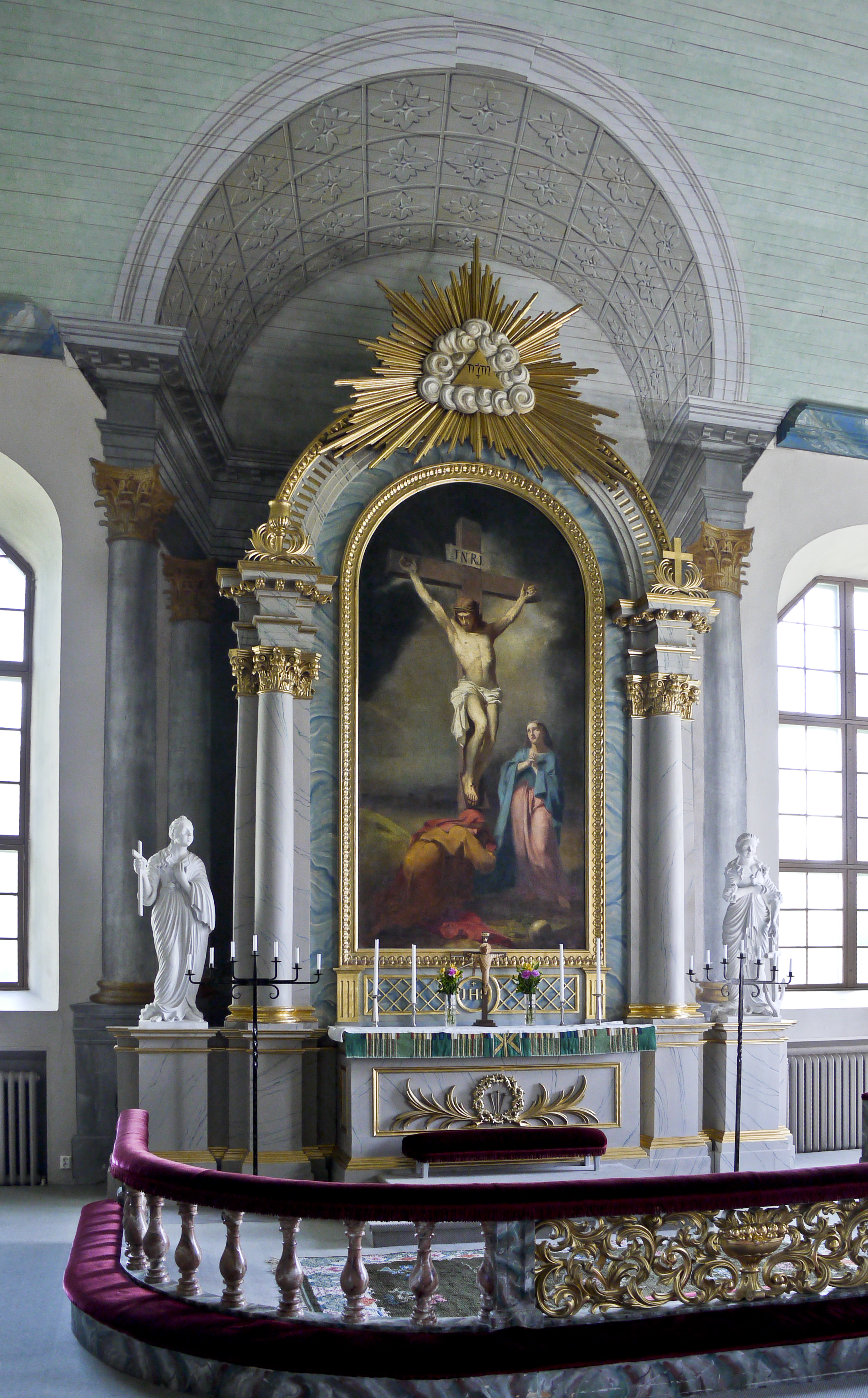
Altare och altarring av Johan Edler d.y., 1859.

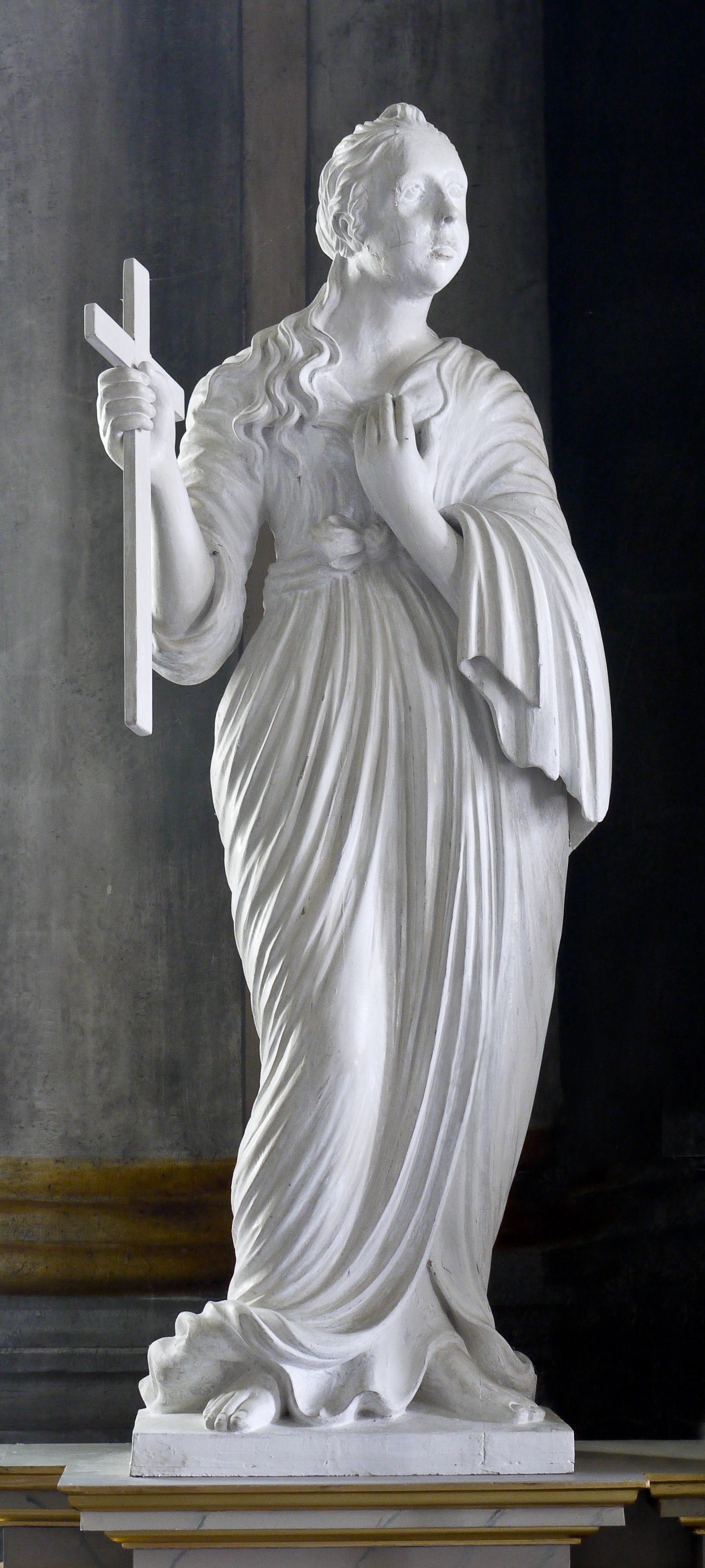
Staty till vänster om altaret
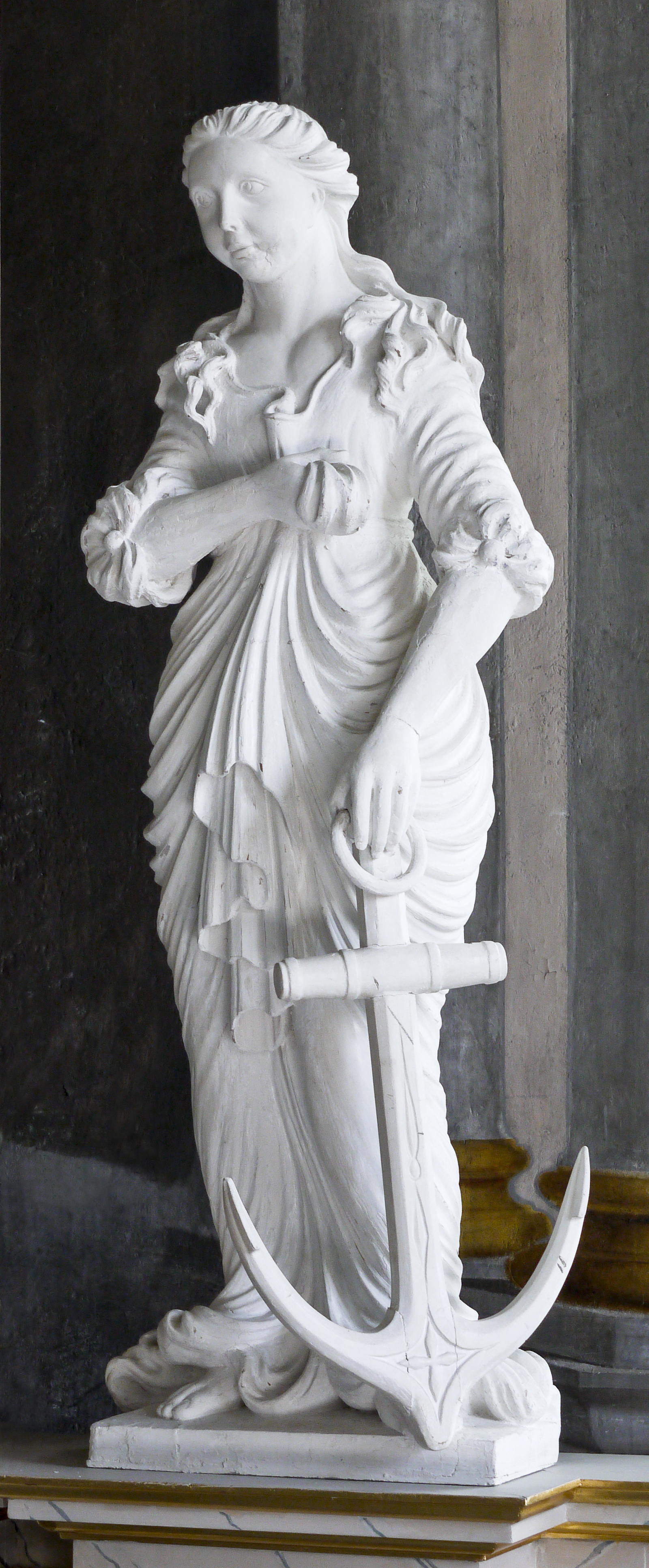
Staty till höger om altaret
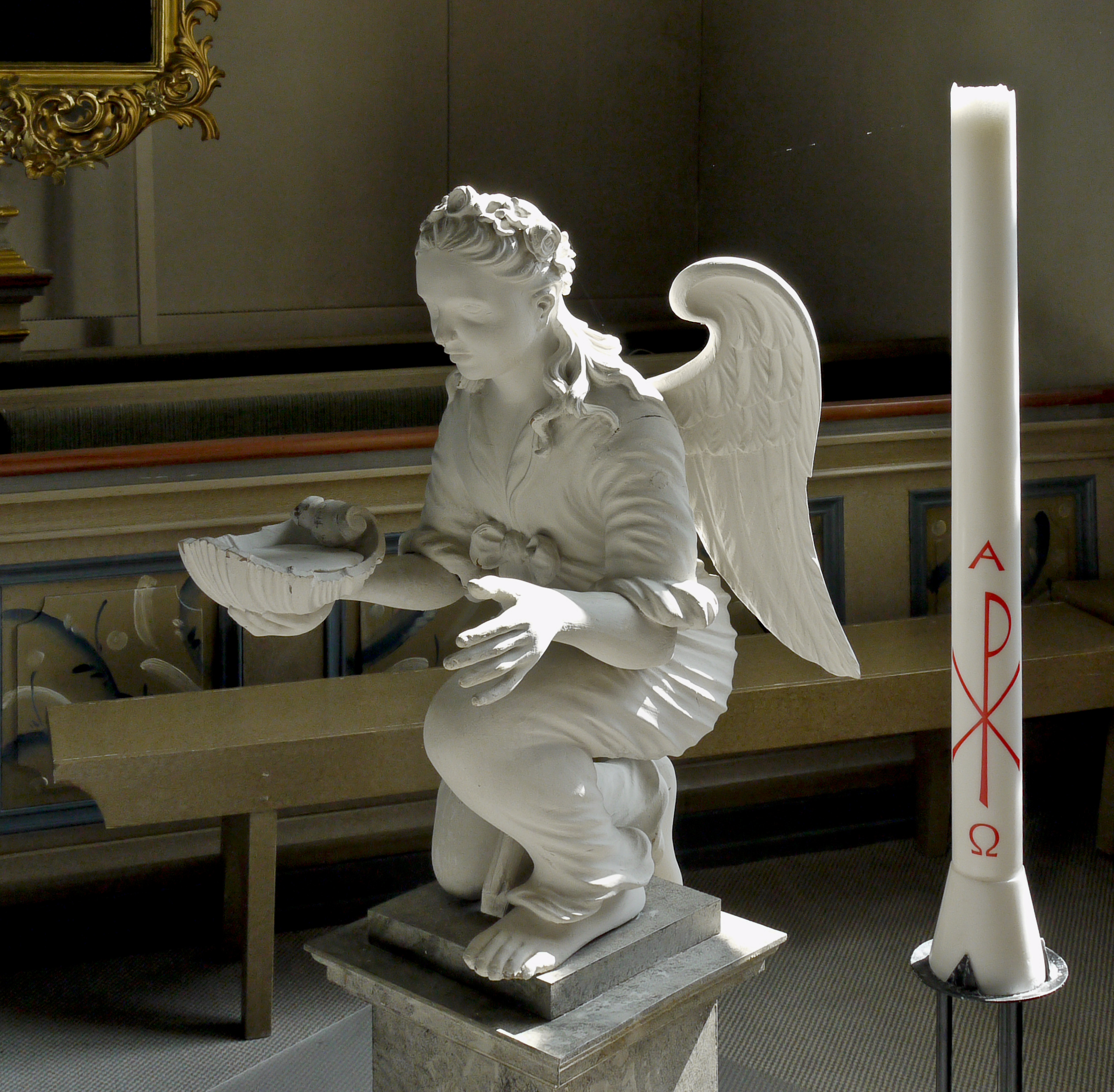
Dopängeln, 1842.

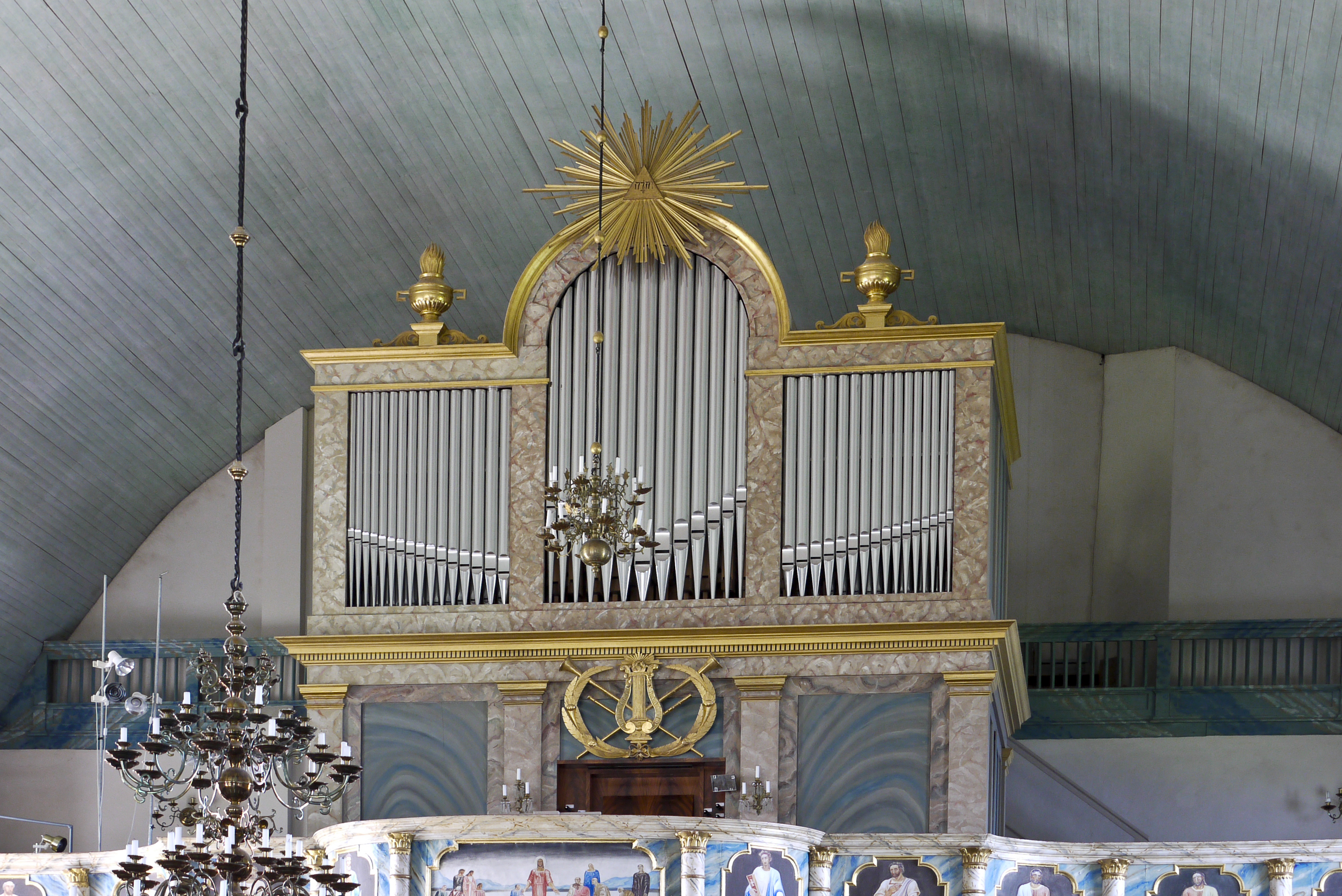
Orgel
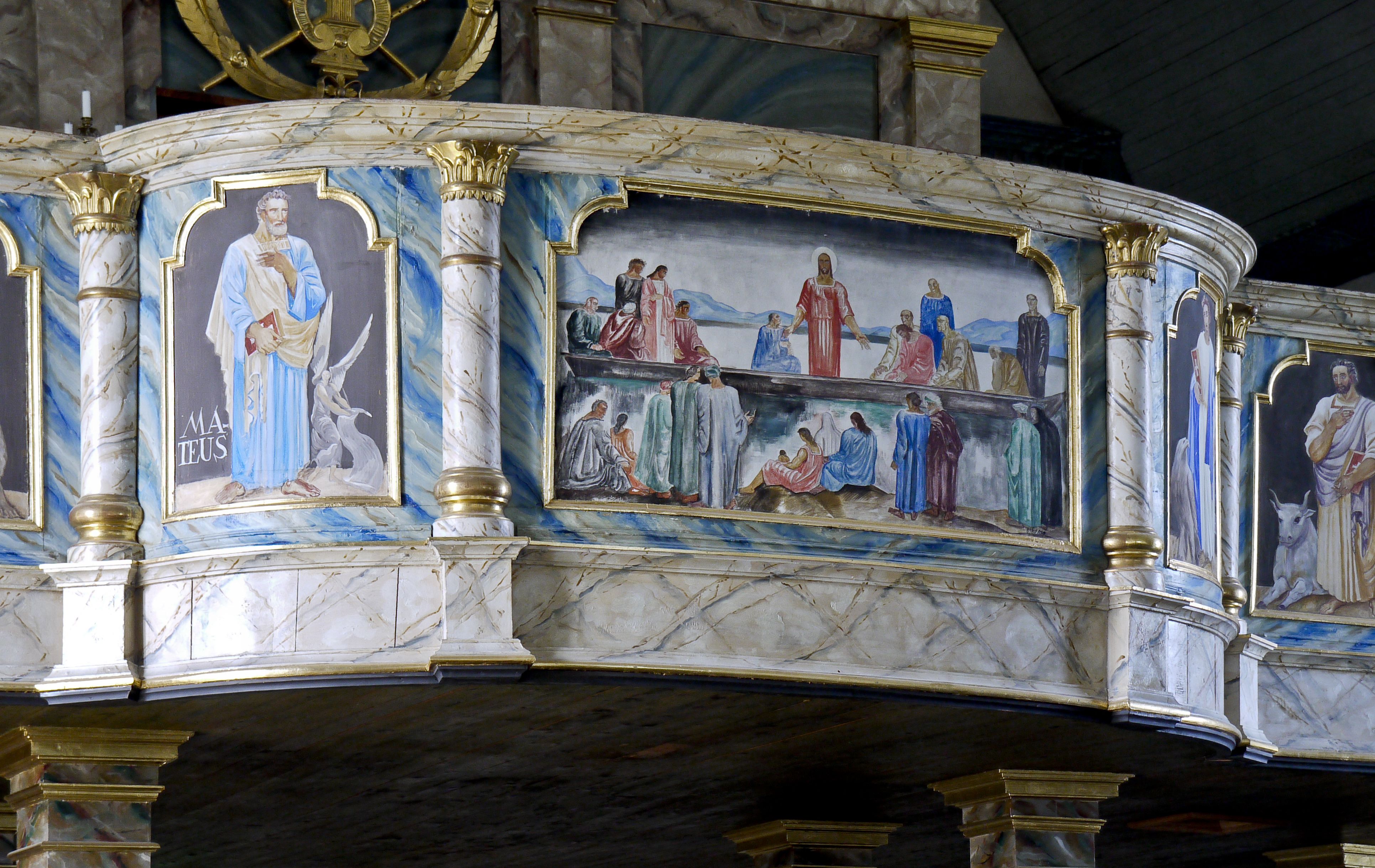
Detalj från orgelläktaren.
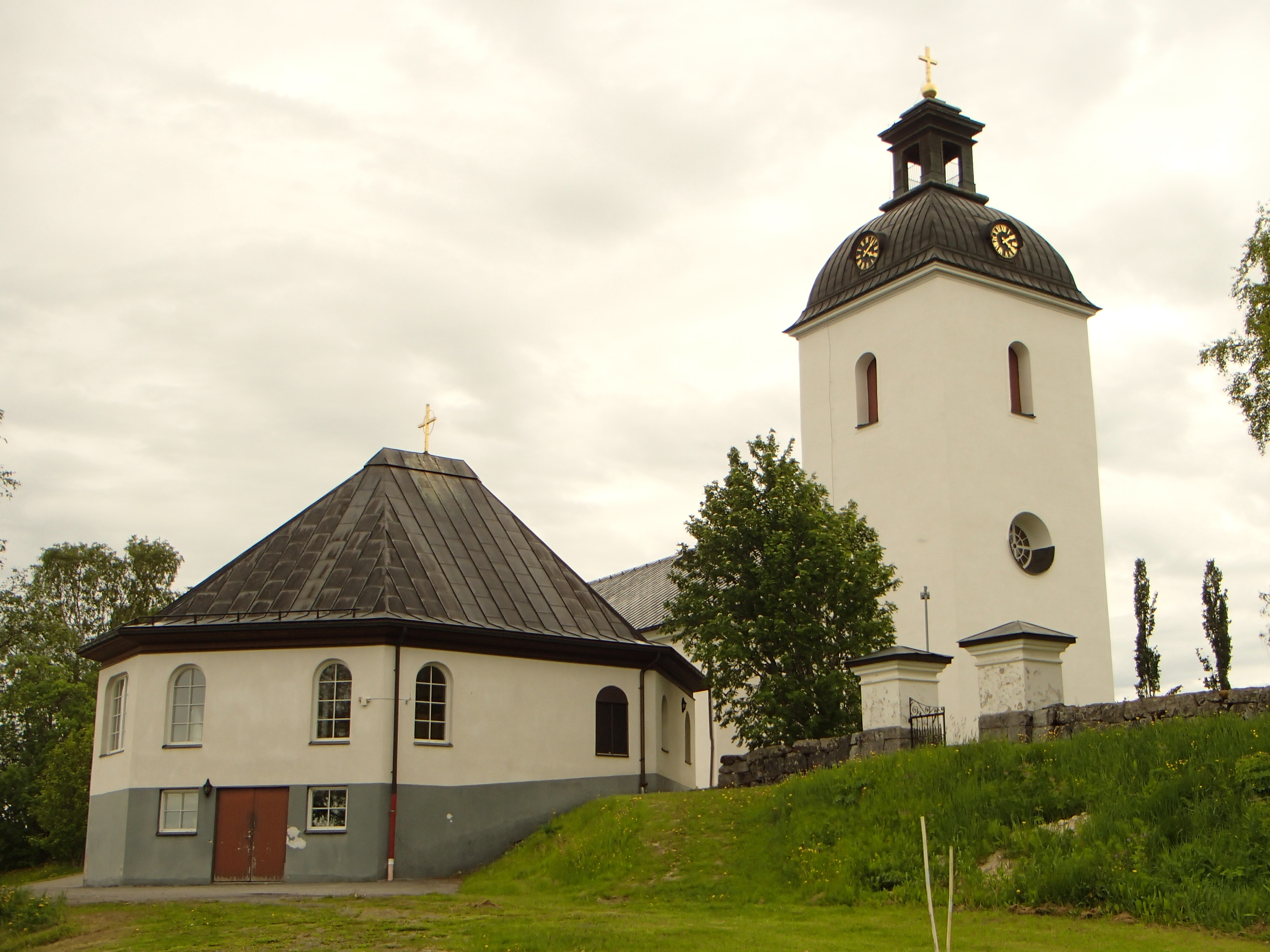
Strandkapellet